# Schalom Achschaw

Logo

Schalom Achschaw (hebräisch שלום עכשיו, deutsch Frieden jetzt, auch oft auf Englisch Peace Now) ist eine außerparlamentarische Friedensbewegung in Israel. Seit seiner Gründung verurteilt Schalom Achschaw die israelischen Siedlungen im Westjordanland, weil diese in berechnender Art und Weise die Möglichkeit eines Friedens mit den Palästinensern unterminierten.

## Politische Agenda
Nach eigenen Angaben vertritt Schalom Achschav folgende Grundsätze:
- Frieden, Kompromiss und Versöhnung sowohl mit den Palästinensern als auch mit den arabischen Nachbarstaaten seien notwendig, um Israels künftige Sicherheit und staatliches Fortbestehen zu gewährleisten.
- Die fortgesetzte zivile und militärische Kontrolle des Westjordanlandes mit seiner palästinensischen Bevölkerung gefährde die Existenz und den demokratischen Charakter Israels als Staat des jüdischen Volkes.

Zu Einzelfragen positioniert sich Schalom Achschaw so:
- Für eine Zweistaatenlösung in den Grenzen von 1967 mit einvernehmlichem Tausch von Flächen.
- Für den Aufbau eines Palästinenserstaates als Mittel, um den jüdischen und demokratischen Charakter des Staates Israel zu stärken.
- Für Jerusalem als zwei Hauptstädte von zwei Staaten auf Grundlage der Bevölkerungsverteilung und gewährleistet durch eine internationale Vereinbarung.
- Gegen die jüdischen Siedlungen im Westjordanland. Sie beschädigten Israels internationales Image, sie seien eine existentielle Bedrohung für Israels Zukunft als jüdischer und demokratischer Staat und ein Haupthindernis für jeden künftigen Friedensvertrag.

## Geschichte

### Brief der Offiziere (1978)

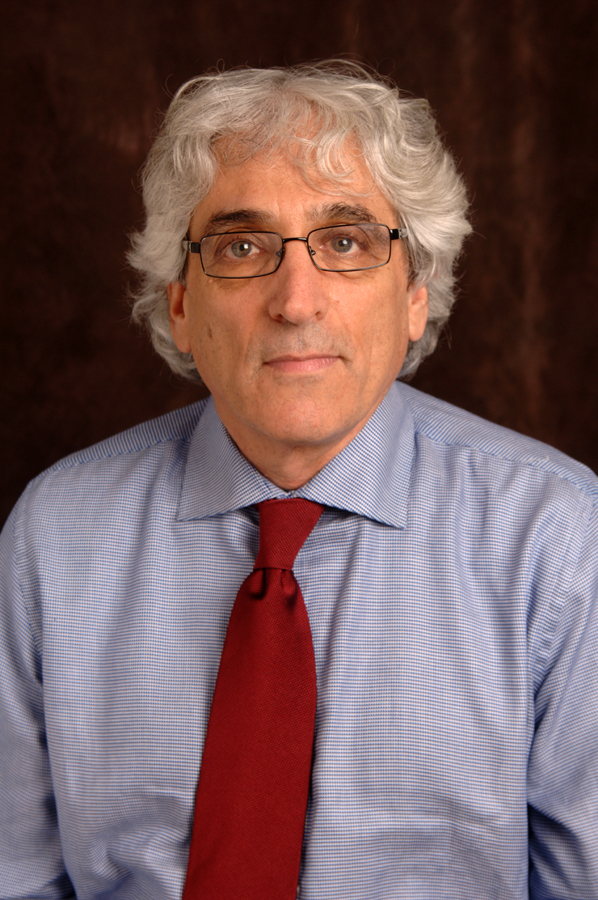
Yuval Neria (2011)

In der Folge von Anwar as-Sadats Besuch in Israel im Jahre 1978 verfassten 348 israelische Reservesoldaten im Offiziersrang eine Petition an den damaligen israelischen Ministerpräsidenten Menachem Begin, die ihn dazu drängen sollte, den Friedensprozess weiterzuführen. Yuval Neria, ein Kommandeur, der 1973 die höchste Auszeichnung des Landes für militärische Tapferkeit erhalten hatte, erläuterte: „Wir meinten, dass es dem Premierminister schwerfallen würde, einen Brief von Offizieren mit Kampferfahrung zu ignorieren, die ihren Wert im Feld bewiesen und einen Beitrag für die Gesellschaft geleistet hatten.“
Der Text der Petition, der in mehreren Tageszeitungen veröffentlicht wurde, ist in gewisser Weise charakteristisch für die Anliegen von Schalom Achschaw, die der Bewegung einerseits Anhängerschaft, andererseits vehemente Ablehnung brachten: Patriotismus, Verortung im Mainstream-Zionismus, Ablehnung eines Großisrael und zugleich Bekräftigung der uneingeschränkten Souveränität Israels in den Grenzen der Grünen Linie. Zitat: „Eine Regierungspolitik, die zur dauerhaften Kontrolle über Millionen von Arabern führt, wird den jüdisch-demokratischen Charakter des Staates beschädigen und wird es uns schwer machen, uns mit dem Weg des Staates Israel zu identifizieren.“  Die Verfasser der Petition zeigten sich überrascht von der starken Mobilisierung, die sie damit in der Bevölkerung ausgelöst hatten und die teilweise mit dem Wahlsieg des Likud 1977 zusammenhing, der für viele politisch linksgerichtete Israelis schwer zu akzeptieren war.

### Gründung, Anfangsjahre
Diese Petition führte zur Gründung von Schalom Achschaw im März 1978, einer basisdemokratischen Bewegung, die sich darum bemüht, Unterstützung für den Friedensprozess zu gewinnen. Auf einer Kundgebung in Tel Aviv riefen die Demonstranten Ministerpräsident Begin dazu auf, im Austausch mit der Sinai-Halbinsel Frieden mit Ägypten zu schließen. Im März 1979 unterzeichneten Sadat und Begin den israelisch-ägyptischen Friedensvertrag. Anfang der 1980er Jahre war Schalom Achschaw eine gut organisierte Graswurzelbewegung mit zwei Zentren in Jerusalem und Tel Aviv.
Folgende Personen spielten in der Anfangszeit von Schalom Achschaw eine führende Rolle:

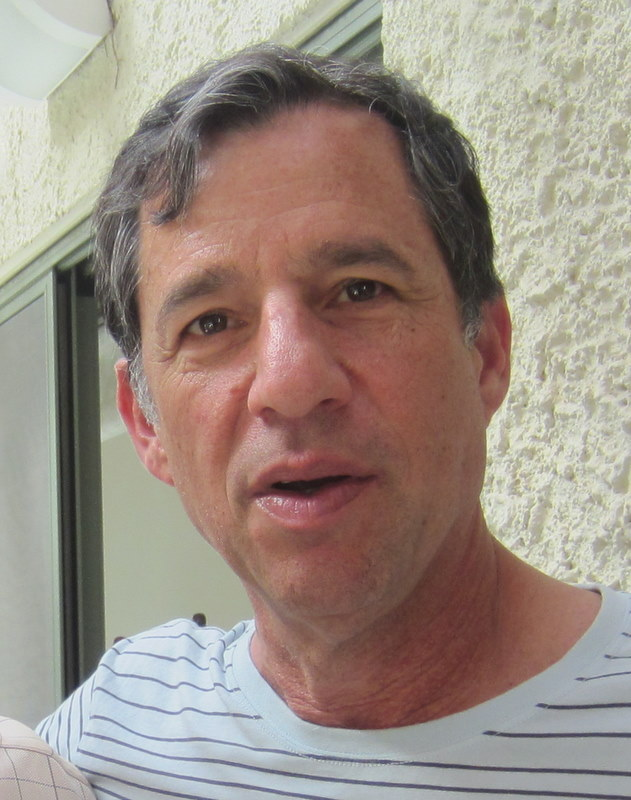
Tzali Reshev (2012)

- Naftali Raz, ein Jugendarbeiter aus Jerusalem;
- Orly Lubin, ein Student der Kommunikationswissenschaften an der Universität Tel Aviv;
- Avshalom „Abu“ Vilan, ein Kibbuznik aus Negba, stellte die Verbindung zur Kibbuzbewegung her, aus der nicht nur viele Mitglieder kamen, sondern die Schalom Achschaw auch logistisch unterstützte;
- Janet Aviad, eine Dozentin für Soziologie an der Hebräischen Universität;
- Yossi Ben-Artzi, ein Dozent für Soziale und Historische Geographie Israels an der Universität Haifa, Veteran der Protestbewegung von 1973 und Gründer der Partei Schinui;
- Shulamit Hareven, eine prominente Schriftstellerin und Essayistin;
- Tzali Reshev, ein Rechtsanwalt in Jerusalem und dank seiner juristischen Ausbildung häufig Sprecher für Schalom Achschaw gegenüber den Medien.

### Libanonkrieg
In den Jahren 1982 bis 1984 protestierte die Bewegung gegen den Libanonkrieg und verlangte den Rückzug der israelischen Truppen aus dem Libanon. Allerdings zögerte Schalom Achschaw nach Kriegsbeginn zehn Tage lang, für den Frieden zu demonstrieren, während Israels Soldaten kämpften. Unterdessen machten sich radikalere Friedensaktivisten selbständig: eine Spaltung der Friedensbewegung, die Schalom Achschaw nicht mehr ganz rückgängig machen konnte. Der Höhepunkt der Antikriegs-Proteste wurde mit den Massenkundgebungen in der Folge der Massaker von Sabra und Schatila erreicht:
- 120.000 Demonstranten im Juni 1982,
- 100.000 Demonstranten im Juni 1983,
- 400.000 Demonstranten 1984 nach den Massakern von Sabra und Schatila, die bis dahin größte Demonstration in der Geschichte Israels.[9]

Am 10. Februar 1983 ermordete Yona Avrushmi, ein vorher nicht politisch aktiver, aber für diverse Gewaltdelikte verurteilter Kleinkrimineller, den Peace-Now-Anhänger Emil Grünzweig, der an einer Kundgebung in Jerusalem teilnahm, durch eine Handgranate. Neun weitere Demonstranten wurden verletzt, darunter der Parlamentarier Avraham Burg.

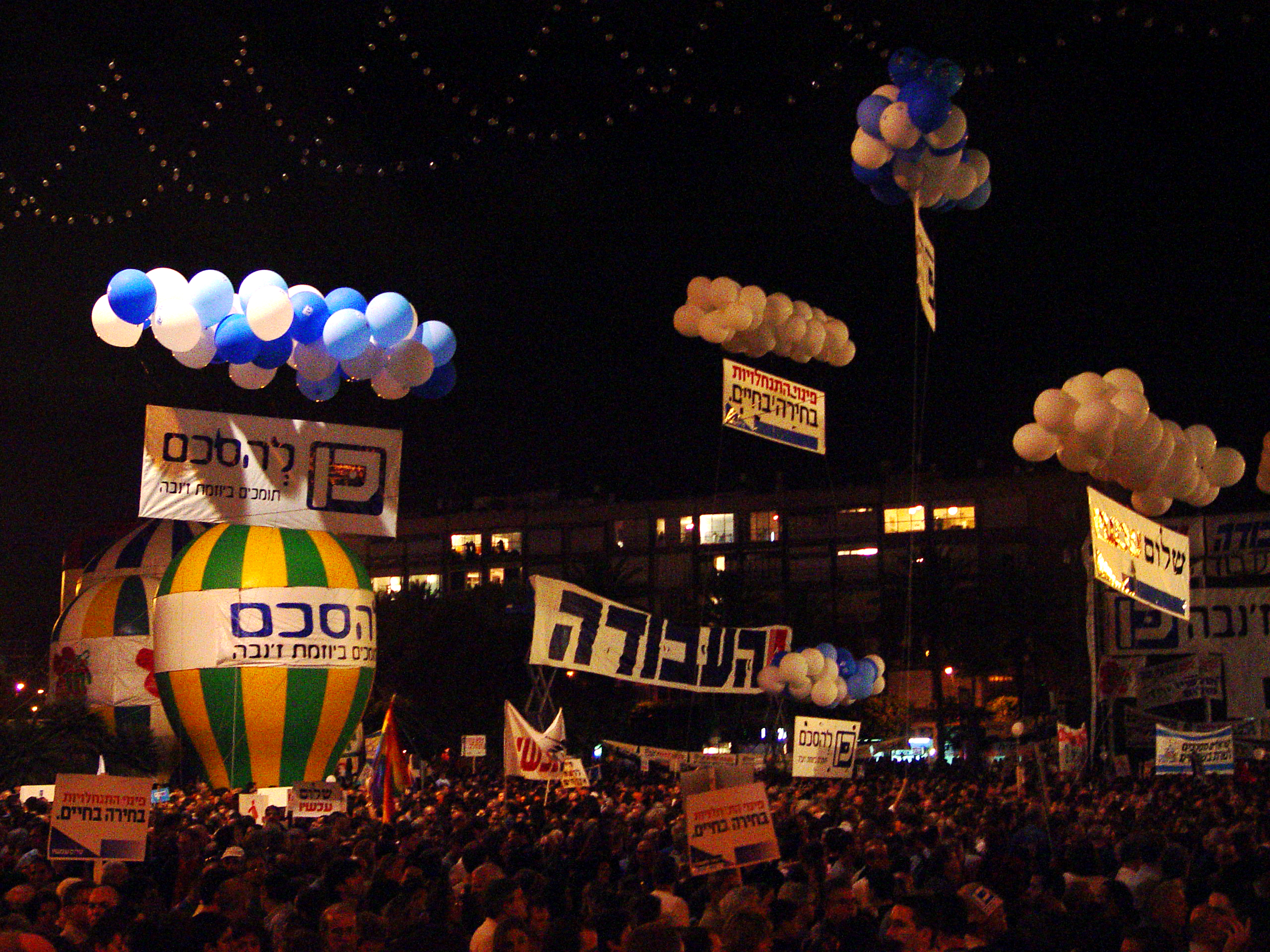
Unterstützung für das Oslo-Abkommen, Tel Aviv 2004

Während der 1980er und der frühen 1990er Jahre verlangte Schalom Achschaw die Anerkennung der PLO als der nationalen Repräsentation des palästinensischen Volkes. Die Erste Intifada (1987–1993) wurde von Schalom Achschaw als politischer Akt anerkannt. Die Organisation forderte deshalb Verhandlungen mit den Palästinensern und verlangte ein „Ende der Besetzung“ der West Bank (bzw. Judäa und Samaria in israelischer Lesart) und Gaza.

### Unterstützer des Oslo-Abkommens
Die Unterzeichnung der Oslo-Abkommen markierte einen Meilenstein in den Aktivitäten von Schalom Achschaw, das sich seitdem bemüht, diejenigen Regierungen zu unterstützen, welche nach der Formel Land für Frieden handeln, und gegen jene zu demonstrieren, die seiner Meinung nach den Friedensprozess verhindern.
Mit dem Ausbruch der Al-Aqsa Intifada (seit 2000) ging die allgemeine Unterstützung für die Bewegung zurück, da der Friedensprozess, der in Oslo begonnen hatte, schwere Rückschläge erlitt. Im Jahre 2003 wurden neue Initiativen zur Lösung des Nahostkonfliktes gestartet, wie der Nationale Konsens und die Initiative von Genf, die beide auf der Formel Land für Frieden basieren. Beide Initiativen sind nicht offiziell Schalom Achschaw angegliedert, aber oft haben dieselben Aktivisten an vielen verschiedenen Initiativen mitgearbeitet. Die Initiative von Genf wird mit Jossi Beilin und der Meretz-Jachad-Partei in Verbindung gebracht, während der Nationale Konsens mit dem Namen Ami Ayalon verbunden wird, der diese Initiative ganz bewusst unabhängig von Schalom Achschaw geführt hat, um keinen Schaden in der öffentlichen Unterstützung zu provozieren. Die meisten Aktivitäten von Schalom Achschaw für das Jahr 2004 gelten der Überwachung der israelischen Siedlungserweiterungen und der Einrichtung von illegalen Außenposten durch die Hilltop Youth. Schalom Achschaw war einer der Hauptorganisatoren der Demonstration Mate ha-Rov („Mehrheitslager“) im Jahre 2004, die den einseitigen Abzugsplan und den Rückzug aus dem Gazastreifen unterstützten.
Neue Impulse erhält die Bewegung heute durch die in Nordamerika entstanden Gruppen If Not Now und J Street U. Liberale nordamerikanische Juden bilden zudem weiterhin einen wichtigen Rückhalt für die liberale Tageszeitung Haaretz, das Magazin Jewish Currents, sowie für friedenspolitische Gruppen wie Schovrim Schtika, New Israel Fund, B’Tselem, Molad, oder für das Internetmagazin +972.

### Zweiter Libanonkrieg 2006
Den zweiten großen Angriff Israels auf Hisbollah-Stellungen im Libanon Jahr 2006 unterstützte Schalom Achschaw fast bis zum Schluss, da sich Israel gegen die Angriffe der Hisbollah verteidigen müsse. »Das ist ein Kampf um die Existenz des Staates Israel im Norden – es geht nicht um besetzte Gebiete, die Palästinenser oder die Araber.« Israel müsse diesen Kampf führen, um sich zu schützen, sagte Yariv Oppenheimer, der Sprecher der Organisation: »Und deshalb unternehmen wir nichts gegen den Krieg – auch wenn wir ›Frieden Jetzt‹ heißen.«

### Angriff auf Gaza 2012
Schalom Achschaw sprach sich nicht gegen den israelischen Angriff auf Gaza im November 2012 (»Operation Wolkensäule«) aus.

### Apartheid
Im Jahr 2023 unterzeichnete Schalom Achschaw eine gemeinsame Erklärung mehrerer israelischer NGOs (darunter die Association for Civil Rights in Israel, Breaking the Silence (Schovrim Schtika), Combatants for Peace, Rabbis for Human Rights und Yesh Din), in der die israelische Herrschaft als Apartheid bezeichnet wird.

### Krieg gegen Gaza 2023/2024
Schalom Achschaw kritisiert den israelischen Krieges gegen Gaza nach dem Angriff der Hamas auf Israel am 7. Oktober 2023, bezeichnet die Politik von Benjamin Netanjahu als "komplett gescheitert" und warnt aufgrund fehlender politischer Konzepte vor einem endlosen Krieg: " Ohne eine klare diplomatische Strategie wird es auch dem Militär schwer fallen, die Hamas auszurotten und ihr Wiederaufleben oder das Entstehen ähnlicher Gruppen zu verhindern. Ohne eine klare diplomatische Strategie könnte dem Militär ein jahrelanger Krieg und Konflikt im Gazastreifen drohen." Americans for Peace Now forderte als erste zionistische Organisation in den USA einen Waffenstillstand. Am 8. Februar 2024 unterstützte Peace Now gemeinsam mit 37 anderen israelischen Organisationen die Forderung nach einem Waffenstillstand.
Schalom Achschaw kritisiert die "Instrumentalisierung" des Krieges für vermehrten Siedlungsbau in besetzten Gebieten seit dem 7. Oktober und sammelt Geld für eine Kampagne unter dem Motto "We Will Not Die for Settlements!".

## Aktivitäten

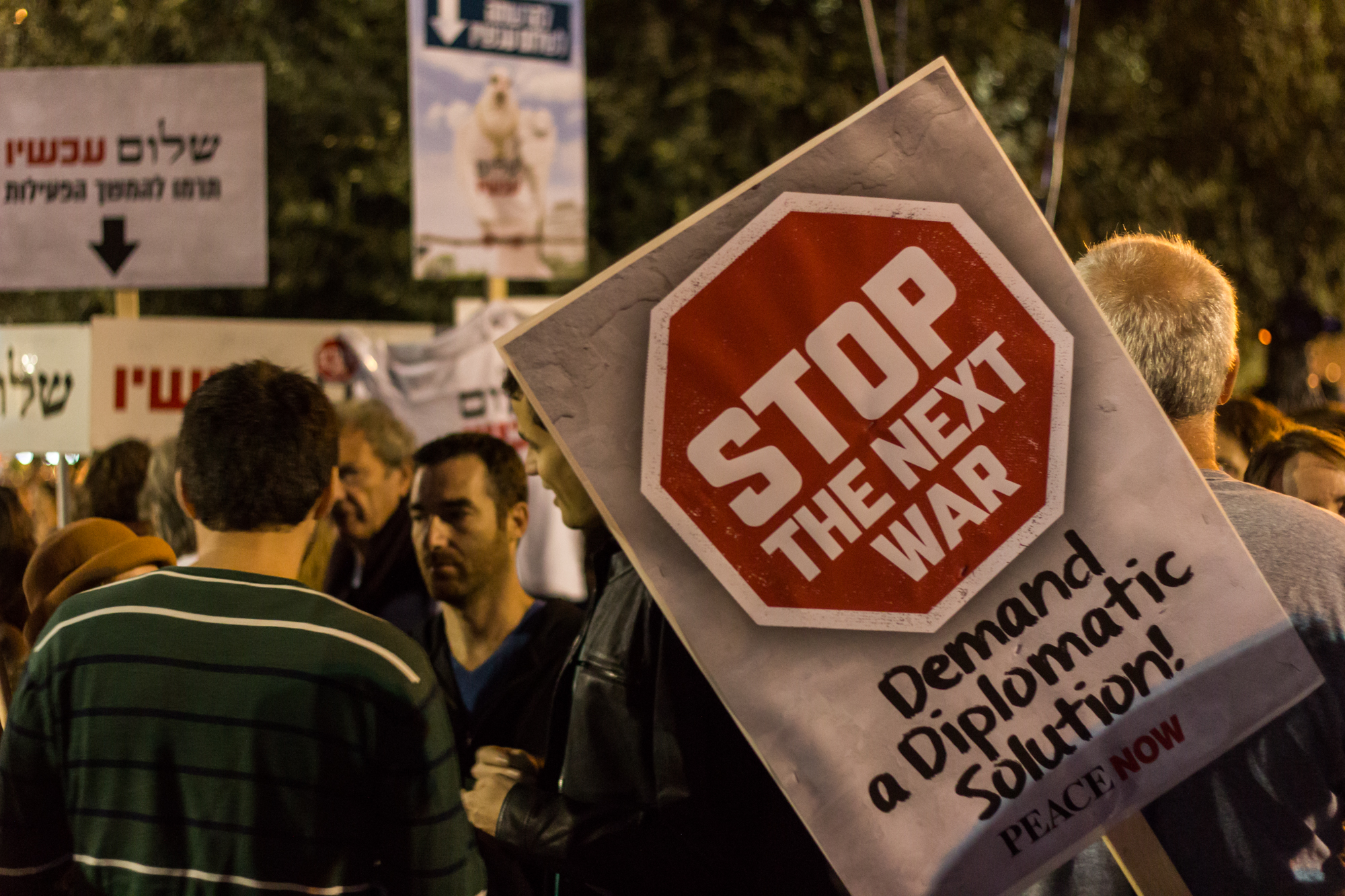
Schalom Achschaw bei einer Gedenkveranstaltung 10 Jahre nach der Ermordung Jitzchak Rabins, Tel Aviv 2014

Die Bewegung ist in mehreren israelischen Städten aktiv und organisiert regelmäßige Mahnwachen und Demonstrationen. Des Weiteren werden Berichte über die israelischen Siedlungen veröffentlicht.
Im Anfang November 2007 herausgegebenen Bericht wird unter anderem die andauernde Siedlungspolitik kritisiert. Demnach sei im Westjordanland die Anzahl der Siedler bis Ende Juli 2007 um 5,8 Prozent auf 267.500 Personen gestiegen.
Der Bericht vom Mai 2010 behandelt die Vorgänge in Ostjerusalem. Laut Schalom Achschaw bedroht die dortige Verstärkung der Siedlungsaktivitäten die Chancen für eine Zwei-Staaten-Lösung: „Die Intensivierung der Siedlungsaktivitäten in Ostjerusalem gefährdet die Chancen für eine Implementierung der Zwei-Staaten-Lösung und kann eine nicht rückgängigmachbare Situation entstehen lassen, die einen Kompromiss in Jerusalem verhindern würde.“ Der Bürgermeister von Jerusalem, Nir Barkat, der seit November 2008 im Amt ist, sei zudem einer der treuesten Verbündeten der Siedler in Ostjerusalem und habe zusammen mit der Regierung Netanjahus in der Stadt verstärkt Spannungen ausgelöst.

## „Preisschild“-Attacken
Einrichtungen und bekannte Vertreter von Schalom Achschaw wurden mehrfach zum Ziel sogenannter „Preisschild“-Aktionen. Das sind Akte von Vandalismus, die 2008 aufkamen, zunächst um die israelischen Sicherheitskräfte zu beschäftigen und damit auch von der Auflösung illegaler Siedlungen abzuhalten. Bald wurden daraus Vergeltungsakte, die oft von Jugendlichen aus der Siedlerbewegung (Hilltop Youth) durchgeführt wurden. Das Jerusalemer Wohnhaus der Leiterin des Settlement-Watch-Projekts, Hagit Ofran, wurde im September und November 2011 mit Drohgraffitis besprüht, ebenso wie Jerusalemer Büros von Schalom Achschaw.

## Bekannte Mitglieder bei Schalom Achschaw
- Jael Dajan, israelische Schriftstellerin und Politikerin
- Emil Grünzweig, israelischer Friedensaktivist, Opfer eines Mordanschlags
- Schulamit König, Menschenrechtspreisträgerin der Vereinten Nationen
- Mira Magén, israelische Schriftstellerin
- Avishai Margalit, israelischer Philosoph
- Amos Oz, israelischer Schriftsteller
- Jossi Sarid, israelischer Politiker
- Zeev Sternhell, israelischer Politologe